# Пахиены
Пахиены (лат. Pachyaena, от др.-греч. πᾰχύς «толстый» и лат. hyaena «гиена») — вымерший род хищных млекопитающих, отряда мезонихии, живший в раннем эоцене. Длина тела наименьшего представителя рода — 75—100 см, самого крупного — около 4 метров при весе 300—400 кг. Длина черепа около 50 см. Челюсти удлинённые, с высокими премолярами, выполняющими функцию дополнительных клыков. Анатомическое строение ног пахиены сходно с ногами примитивных копытных. Пальцы оканчивались короткими и тупыми копытообразными когтями. Вероятно подстерегали добычу из засады и/или питались падалью. Ареал простирался от Европы до Северной Америки.